# اچ‌ام‌اس لافوری (۱۹۱۳)
اچ‌ام‌اس لافوری (۱۹۱۳) (به انگلیسی: HMS Laforey (1913)) یک کشتی بود که طول آن ۲۶۹ فوت (۸۲ متر) بود. این کشتی در سال ۱۹۱۳ ساخته شد.